# Angelo Vivante
Angelo Vivante (Trieste, 11 agosto 1869 – Trieste, 1º luglio 1915) è stato un giornalista e intellettuale italiano con cittadinanza austro-ungarica.
Dopo un'iniziale militanza nelle file liberal-nazionali, Vivante divenne l'intellettuale di punta del socialismo triestino. Convintamente internazionalista, con la sua opera più famosa, Irredentismo Adriatico, cercò di spiegare le cause storiche e sociali delle tensioni tra i diversi gruppi nazionali del litorale austriaco.

## Biografia

### Infanzia e giovinezza

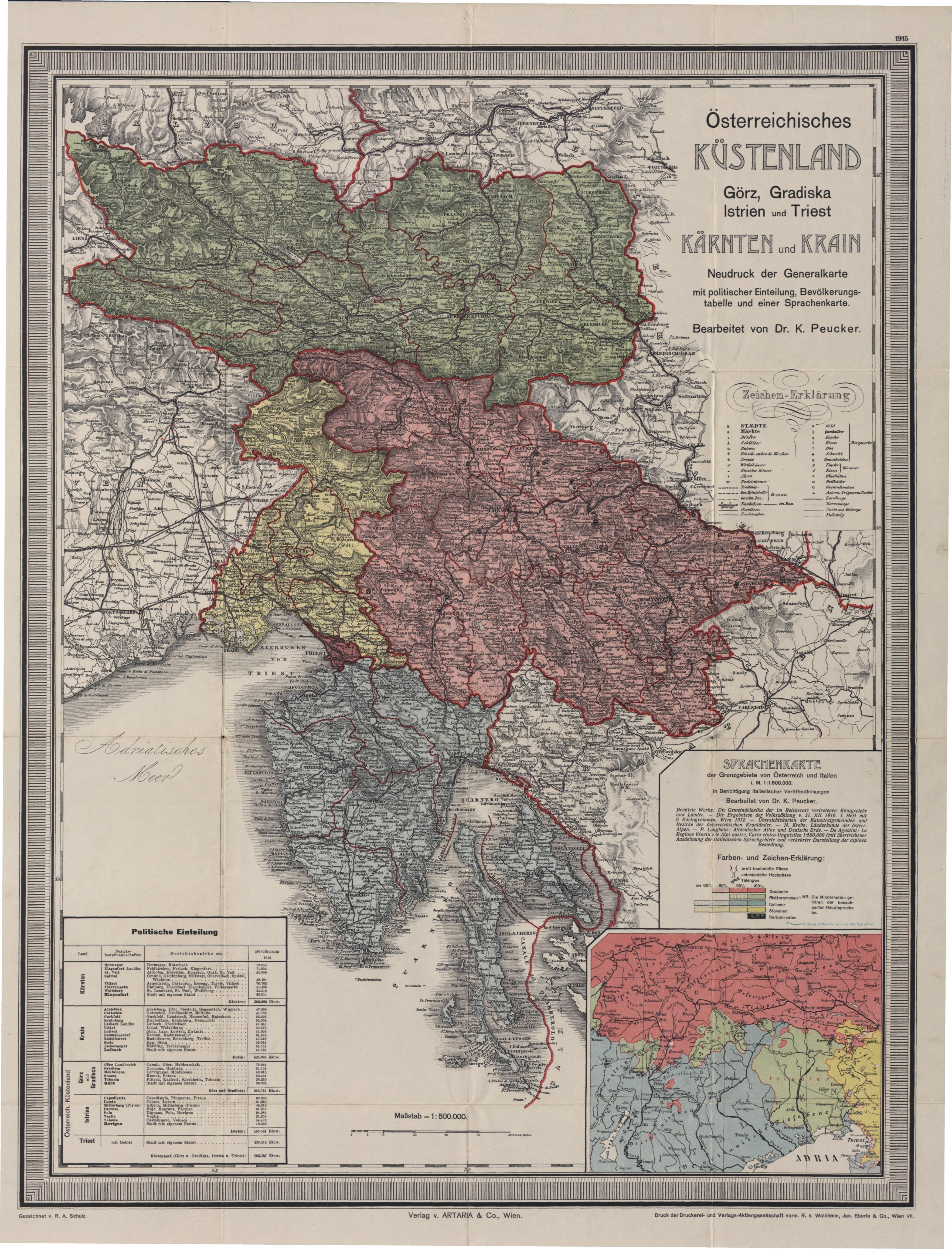
Trieste e il Litorale Austriaco tra il 1849 e il 1919.

Angelo Vivante nacque a Trieste l'11 agosto 1869 da una famiglia dell'alta borghesia ebraica le cui fortune furono legate allo sviluppo del porto cittadino, il principale dell'Impero austro-ungarico. Il padre, Felice (1839-1927) e la madre, Emilia Levi (1839-1917), educarono il giovane Angelo e il fratello minore Giacomo Ernesto (1875-1890) secondo i precetti della religione ebraica e i valori del patriottismo italiano di stampo risorgimentale. Tali valori erano profondamente radicati tanto presso la famiglia materna quanto quella paterna. In particolare, il nonno Giacomo Levi, affiliato alla Carboneria, aveva avuto un ruolo di rilievo nei falliti moti insurrezionali che nel 1831 coinvolsero il Ducato di Modena e Reggio.
È probabile che, come spesso accadeva in quell'epoca, Angelo abbia ricevuto un'istruzione elementare in forma privata. In seguito, tra il 1878 e il 1887, frequentò il ginnasio italiano di Trieste, scuola che, secondo il progetto delle autorità cittadine che l'avevano voluta, avrebbe dovuto formare la futura classe dirigente italofona della città.
Mentre Angelo frequentava ancora il ginnasio, il padre decise di avviare una nuova impresa commerciale in Svizzera e pianificò il trasferimento di tutta famiglia a Lugano. I Vivante ottennero il provvedimento di svincolo dalla cittadinanza austriaca nel 1886. Dopo pochi mesi, però, il precoce fallimento della ditta li costrinse a tornare a Trieste, dove dovettero risiedere come cittadini stranieri.
Ottenuto il diploma, Angelo si iscrisse alla facoltà di giurisprudenza dell'Università di Bologna. Tale scelta fu probabilmente influenzata dalla ricerca di una formazione a contatto con le radici italiane (a Bologna in quel momento insegnava il maggior poeta risorgimentale, Giosuè Carducci) e dai dubbi sul futuro delle attività commerciali e industriali di famiglia.
Nel corso della propria carriera universitaria, Vivante venne a contatto con la scuola positiva del diritto rappresentata nell'ateneo bolognese da docenti come Pietro Ellero ed Enrico Ferri. Il positivismo che allora dominava l'ambiente accademico italiano segnò profondamente il suo sviluppo intellettuale e politico e lo portò ad interessarsi di questioni sociali. La tesi con cui si laureò nel 1891 era dedicata infatti al tema delle assicurazioni contro gli infortuni sul lavoro, e testimoniava l'interesse verso l'emergere dello Stato sociale in Europa (le prime leggi sull'obbligo assicurativo contro gli infortuni furono approvate in Germania nel 1884 e in Austria-Ungheria nel 1888).

### Il ritorno a Trieste
Tornato a Trieste Angelo si occupò della gestione del patrimonio immobiliare del padre e dello zio Enrico. Le difficoltà economiche del filatoio di Aidussina di cui era azionista portarono il padre, Felice, ad alienare progressivamente tutti gli immobili di pregio di sua proprietà. Vista l'espansione demografica della città, le rendite derivanti dall'affitto degli appartamenti in zone popolari consentirono comunque ad Angelo di condurre una vita agiata, contraddistinta dall'iscrizione ai circoli sociali esclusivi della città (Società Ippica Triestina, Società di scherma, Società Alpina delle Giulie) che gli permisero di entrare in contatto con la classe dirigente del capoluogo giuliano.
A seguito del ritiro dagli affari del padre, con la dismissione della partecipazione azionaria nella società del filatoio e la vendita degli ultimi immobili tra cui il palazzo di famiglia (1899), Angelo trovò impiego come giornalista presso il Piccolo della Sera, edizione pomeridiana del più importante quotidiano in lingua italiana di Trieste.
Tra il 1900 e il 1905 si occupò prevalentemente di politica estera. È difficile, però, ricostruire con precisione i contributi di Vivante al giornale poiché gli articoli non erano firmati e l'archivio della testata andò a fuoco nel 1915.
Nello stesso periodo si interessò inoltre alla vita politica cittadina, anche se la cittadinanza svizzera gli impediva l’iscrizione alla Società del Progresso, organo di discussione del partito liberal-nazionale a cui all'epoca si sentiva vicino. In quegli anni la volontà di approfondire la conoscenza delle questioni sociali che aveva contraddistinto la sua formazione positivista portò Vivante ad avvicinarsi al Circolo di studi sociali, fondato dal socialista Michele Susmel. Come molti giovani liberali, Vivante fu attratto al Circolo per via di una comune matrice positivista e per l'ambiente più stimolante e innovativo rispetto a quello della Società Minerva legata ai liberal-nazionali.

### La militanza socialista
Nel 1902 Vivante iniziò a collaborare attivamente con i dirigenti del Circolo di studi sociali. Nello stesso anno maturò il suo distacco definitivo dalla fede ebraica, sancito ufficialmente con la dichiarazione al magistrato civico di non appartenere ad alcuna confessione religiosa.

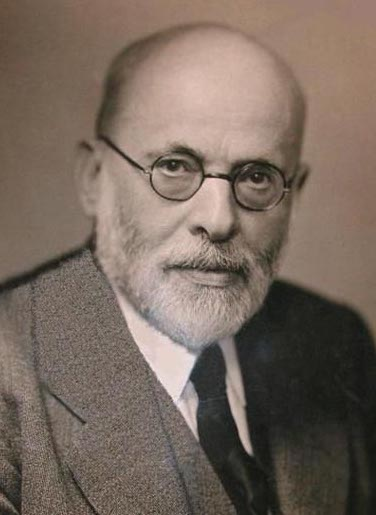
Gaetano Salvemini. Con lo storico pugliese Vivante mantenne un lungo rapporto di stima e amicizia.

Grazie alle conferenze organizzate dal Circolo, nel 1904 Vivante conobbe Gaetano Salvemini con il quale strinse un duraturo rapporto di amicizia. Tramite Salvemini, Vivante entrò anche in contatto con i socialisti italiani, e negli anni seguenti pubblicò alcuni suoi scritti sulla Critica Sociale.
Il momento preciso della sua adesione formale al Partito socialista invece non è conosciuto, ma si stima sia collocabile nel corso del 1903, dato che nel marzo del 1904 assunse il primo incarico pubblico come socialista. L'incarico consisteva nel rappresentare i socialisti nel direttivo della Società di protezione fra gli impiegati civili, organizzazione sindacale di categoria in cui Vivante giocò un ruolo importante tra il 1904 e il 1906.
Vista la decisione di dedicarsi alla politica in maniera attiva, nel 1905 Vivante abbandonò la cittadinanza svizzera per riottenere quella austriaca, necessaria per partecipare alle elezioni. Tra il 1905 e il 1907 divenne membro del comitato politico socialista triestino e svolse un ruolo di primo piano nel partito occupandosi della propaganda a favore del suffragio universale e della redazione di proposte per la riforma del sistema elettorale delle amministrazioni locali. Per Vivante e i socialisti diritto di voto universale era considerato essenziale per l'eliminazione di ogni forma di privilegio.
A partire dal dicembre del 1905, inoltre Vivante smise di lavorare per Il Piccolo della Sera per entrare a tempo pieno nella redazione del quotidiano socialista triestino Il Lavoratore. Presso Il Lavoratore Vivante si occupò della propaganda in previsione delle elezioni amministrative del 1906, tuttavia, a causa di una crisi depressiva fu costretto a lasciare il giornale già nel febbraio del 1906.

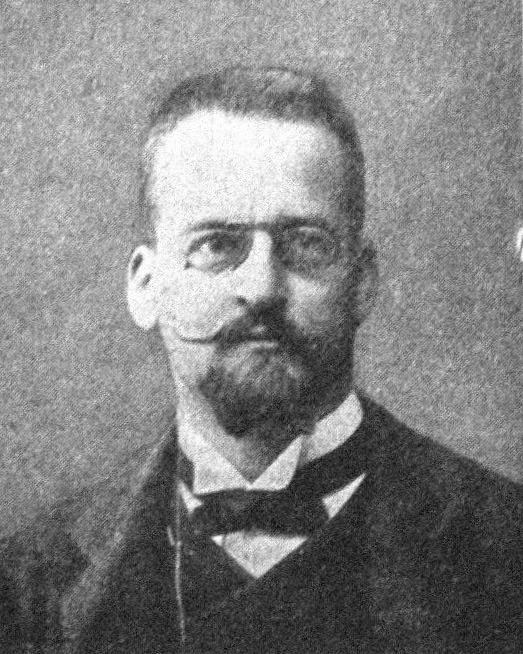
Valentino Pittoni. Guidò il partito "con pugno di ferro"

Vivante tornò a Il Lavoratore verso la fine del 1906 e ne assunse la direzione con Valentino Pittoni. Vivante tentò di rimediare alla difficile situazione finanziaria migliorando la qualità del giornale. Durante la sua direzione la tiratura passo dalle 2.000 copie del 1906 alle 7.000 del 1907, anche grazie all'interesse del pubblico verso le prime elezioni a suffragio universale maschile tenutesi in quell'anno. La tiratura si stabilizzò poi su 5.000 copie nel 1908.
Nel frattempo l’aggravarsi della situazione internazionale e in particolare la crisi bosniaca del 1908 consentirono ai liberal-nazionali di porre la questione nazionale al centro del dibattito politico, i socialisti furono costretti a porsi su una linea difensiva e a rimarcare la necessità di pacifismo e internazionalismo.
Nel 1907 prese parte come rappresentante dei socialisti triestini e inviato de Il Lavoratore al congresso dell’Internazionale Socialista a Stoccarda sul contrasto alla guerra e al militarismo. Nel corso dell’assemblea Vivante presentò assieme a Wilhelm Ellenbogen una relazione sull’emigrazione lavorativa e la necessità di organizzare i lavoratori di recente immigrazione.
Visto il montare delle tensioni nazionalistiche, Vivante considerava di fondamentale importanza gli sforzi per la convivenza pacifica e l’impegno dei partiti anticapitalisti per frenare ogni possibile causa di conflitto.
Alla fine del luglio 1908, Vivante abbandonò definitivamente la direzione de Il Lavoratore. La rottura fu probabilmente dovuta ai disaccordi con Pittoni sulla linea editoriale del giornale. L'anno successivo anticipò sulla Critica Sociale alcuni dei temi centrali di Irredentismo Adriatico, a partire dall’antitesi tra interesse economico e interesse nazionale presso la borghesia italofona triestina. Pur schierandosi sempre dalla parte dei socialisti triestini, espresse le proprie tesi a titolo personale. Dopo l'uscita dalla redazione Vivante non ricoprì più alcuna carica ufficiale e si ritrovò progressivamente sempre più isolato tra i membri del partito.

### Irredentismo adriatico

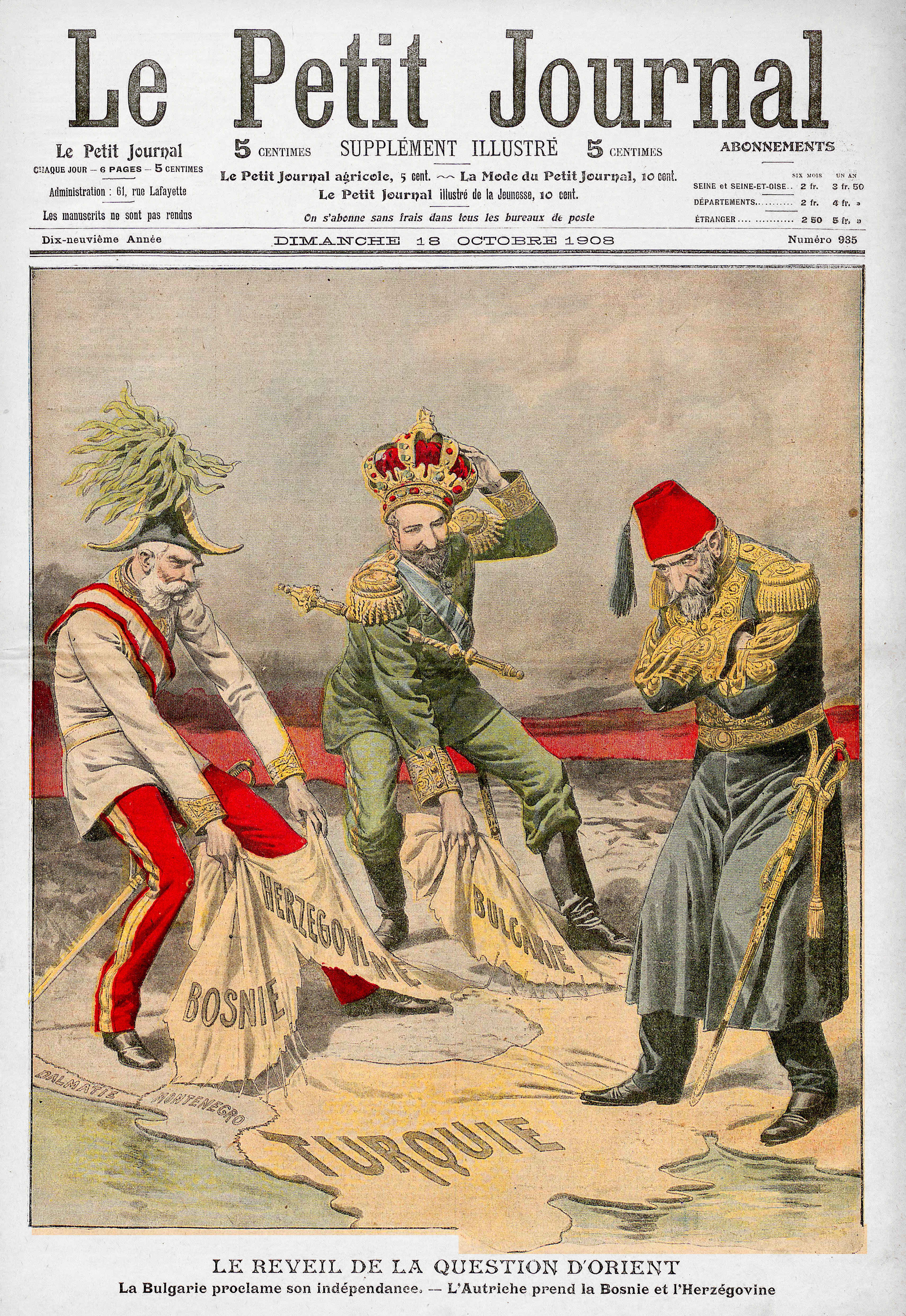
L'annessione della Bosnia da parte dell'Impero austro-ungarico provocò forti reazioni di protesta tra gli irredentisti italiani.

Dopo l'abbandono della vita pubblica, Vivante ormai isolato all'interno del socialismo triestino si dedicò all'attività di studio e ricerca. Tra il 1908 e il 1913 si concentrò sull'analisi dei rapporti italo-austriaci e del fenomeno irredentista. Gli scritti di questo periodo vennero stampati in Italia e si rivolsero prevalentemente agli italiani. La crisi bosniaca del 1908 aveva infatti riportato in primo piano la questione dei rapporti italo-austriaci, mentre nel 1910 era stata fondata a Firenze l’Associazione nazionalista italiana il cui programma univa il nazionalismo all'imperialismo. Essa divenne presto punto di riferimento per coloro i quali spingevano per l’annessione non solo di Trieste ma anche di Fiume e della Dalmazia al regno d'Italia.  Vivante, allora in contatto con intellettuali e politici italiani come Gaetano Salvemini, Filippo Turati, Giuseppe Prezzolini, Amilcare Storchi, e Scipio Slataper, venne spesso ospitato sulle colonne di periodici italiani come esperto in materia di questioni nazionali nell’impero asburgico.
Il risultato di lunghi mesi di ricerche documentarie fu l'opera Irredentismo adriatico, con la quale egli intendeva analizzare il fenomeno dell’irredentismo alla luce degli aspetti economici, sentimentali ed etnici ripercorrendo la storia di Trieste e del litorale giuliano a partire dalle rivalità con Venezia e i primi contatti con l'Austria. Vivante non intendeva dare al saggio un taglio politico, ma analizzare i dati con spirito positivistico. Allo stesso tempo si dichiarava consapevole dell'impossibile imparzialità dello storico e delle distorsioni nelle notizie che caratterizzavano la comunicazione politica.
Vivante sosteneva che la radice delle tensioni nazionali andasse ricercata nelle dinamiche economico-sociali. Lo sviluppo del porto di Trieste e delle industrie cittadine, a suo vedere, da un lato avevano favorito l’emigrazione di sloveni e croati verso la città a causa dell’abbondante domanda di manodopera a basso costo, dall’altro lo sviluppo di una piccola borghesia cittadina di lingua slava non più disposta a subire l’assimilazione linguistica da parte del classe dirigente italiana. Lo scontro tra italiani e sloveni sarebbe stato quindi la manifestazione del conflitto tra due borghesie concorrenti, cui era necessario sottrarre la classe lavoratrice. Vivante non riteneva possibile arrestare il processo di risveglio nazionale degli sloveni. Egli e i socialisti triestini invocavano invece la convivenza pacifica dei due gruppi nazionali tramite il riconoscimento reciproco dei diritti all’interno della democrazia rappresentativa.

### Gli ultimi anni
A seguito delle Guerre balcaniche del 1912-1913 Vivante pubblicò una serie di analisi su L’Unità di Gaetano Salvemini in cui rimarcava la funzione di equilibrio svolta dallo stato austriaco, mentre affidava ai socialisti il compito di battersi per la trasformazione di tale stato in senso anticentralista in una confederazione di nazioni autonome secondo il Programma di Brünn.
Nell’aprile 1914 venne pubblicato in Italia il saggio Dal covo dei traditori, già apparso a puntate sulle pagine dell'Avanti! e de Il Lavoratore. Con quest'opera Vivante intendeva fare chiarezza sulla situazione triestina, mettendo in luce quelle che riteneva essere le manipolazioni della stampa borghese circa la questione nazionale e il ruolo dei socialisti. Vivante sosteneva che la principale distorsione della realtà fosse descrivere Trieste, terra da secoli mistilingue, come una città esclusivamente italiana in modo da poter imputare la presenza della popolazione slovena all’operato del governo asburgico e dei socialisti “internazionalisti”. Egli ribadiva invece le cause economico-sociali del risveglio nazionale slavo.
Pochi mesi prima dello scoppio della prima guerra mondiale Vivante inoltre accettò l’invito di Valentino Pittoni e rientrò nella redazione de Il Lavoratore.
Nel frattempo continuarono ad aggravarsi le sue condizioni di salute. Vivante fu profondamente scosso dalla guerra sul piano personale prima ancora che politico. Stando ad una testimonianza di Scipio Slataper, infatti, considerando inevitabile una guerra tra Impero austro-ungarico e Regno d'Italia, Vivante si sarebbe detto contento dell’annessione di Trieste a quest’ultimo, nonostante ciò andasse contro il progetto politico per il quale si era impegnato. L'angoscia della guerra come minaccia per l'umanità invece lo turbò profondamente.
Tentò il suicidio gettandosi dalla tromba delle scale dell’Ospedale Psichiatrico San Giovanni in cui si era fatto ricoverare. Morì sei giorni dopo all’ospedale civile di Trieste il 1º luglio 1915.

## Pensiero politico
Vivante dedicò gran parte della sua carriera intellettuale all’analisi delle cause delle tensioni nazionali che contraddistinguevano la vita politica della propria città. Oltre a svariati articoli apparsi sulle pagine de Il Lavoratore e di riviste e quotidiani italiani come La Critica Sociale, La Voce e l'Avanti!, il pensiero di Vivante è affidato alle pagine della sua opera di maggior spessore, Irredentismo Adriatico, pubblicata nel 1912 per le edizioni de La Voce. 

Le nazionalità dell'Impero austro-ungarico. Vivante e i socialisti tentarono di impedirne la deriva nazionalista.

Come la maggioranza dei socialisti triestini, Vivante respinse l'irredentismo e la possibilità di una unione della città giuliana al Regno d'Italia. Egli fu invece favorevole a una trasformazione in senso democratico della monarchia asburgica verso una federazione di popoli secondo quanto proposto dalla socialdemocrazia austriaca con il Programma di Brünn del 1899. La matrice culturale del pensiero di Vivante rientrava quindi nel filone dell’austro-marxismo del quale egli rappresentò il maggior esponente di lingua italiana.
Il pensiero politico di Vivante fu plasmato tanto dal positivismo che aveva incontrato in gioventù quanto dal socialismo riformista della Seconda Internazionale. In particolare, suo forte internazionalismo si legava sia alla particolare condizione della città natale, cosmopolita e multilingue, sia alla necessità di preservare la pace tra i popoli europei che in quel momento era insidiata dal crescente militarismo. Vivante infatti riteneva che le tensioni tra gli Stati avrebbero messo in pericolo le conquiste da poco ottenute dai socialisti sul piano civile e sociale privandoli della possibilità di continuare l’attività riformistica. Il triestino rifiutava quindi la guerra sia come occasione di scontro d’interessi tra classi dirigenti nazionali sia come occasione di sovversione rivoluzionaria rimanendo invece favorevole alla democrazia e alle istituzioni rappresentative.
Visto il clima di tensione tra Stati, secondo Vivante i socialisti avrebbero dovuto reagire elaborando un loro piano per contrastare il militarismo. Tale piano sarebbe dovuto andare oltre le dichiarazioni di principio e le parole d’ordine che avevano caratterizzato i congressi dell'Internazionale socialista.

## Fondazione
Dopo la morte i genitori istituirono una fondazione a lui intestata per sostenere gli studenti poveri con borse di studio. La fondazione cessò di esistere esauriti i fondi a causa dell'inflazione del dopoguerra.

## Opere
- Irredentismo adriatico. Contributo alla discussione sui rapporti austro-italiani, Firenze, Libreria della Voce, 1912.
- Dal covo dei traditori. Note triestine, Milano, Società editrice Avanti, 1914.